# Championnats du monde d'escalade 2011
Navigation
Édition précédente Édition suivante
Les Championnats du monde d'escalade 2011 se sont tenus à Arco, en Italie, du 15 au 24 juillet 2011.

## Organisation
Arco est désigné pour organiser les championnats du monde 2011 par l'assemblée plénière de la Fédération internationale d'escalade, le 28 février 2009.

## Podiums

### Hommes
| Épreuves   | Or                               | Argent                   | Bronze                  |
| ---------- | -------------------------------- | ------------------------ | ----------------------- |
| Difficulté | Espagne Ramón Julián Puigblanque | Autriche Jakob Schubert  | Tchéquie Adam Ondra     |
| Bloc       | Russie Dmitry Sharafutdinov      | Tchéquie Adam Ondra      | Russie Rustam Gelmanov  |
| Vitesse    | Chine Qixin Zhong                | Russie Stanislav Kokorin | Ukraine Danylo Boldyrev |

### Femmes
| Épreuves   | Or                      | Argent                     | Bronze                       |
| ---------- | ----------------------- | -------------------------- | ---------------------------- |
| Difficulté | Autriche Angela Eiter   | Corée du Sud Jain Kim      | Autriche Magdalena Röck      |
| Bloc       | Autriche Anna Stöhr     | États-Unis Sasha DiGiulian | Allemagne Juliane Wurm       |
| Vitesse    | Russie Mariia Krasavina | Russie Anna Tsyganova      | Kazakhstan Tamara Kuznetsova |